# Olga Assink
Olga Anne Maria Assink ,född 25 mars 1978, är en före detta nederländsk  handbollsspelare, som var mittsexa.

## Karriär

### Klubblagsspel
I slutet av 1990-talet fanns ingen ordentlig  damliga i Nederländerna, och de bästa spelarna tränade primärt i landslaget. Den danska landslagstränaren Jan Pytlick inledde ett samarbete med sin nederländske kollega Bert Bouwer, och han föreslog, att några av de bästa spelarna skulle spela i Danmark. Därför kom julen 1999 fyra talangfulla nederländska spelare, bland andra Assink, till GOG Gudme med ekonomiskt stöd från sponsorn Ton van Born. Spelarna blev snabbt en succé och medverkade till att GOG vann cupen 1999–2000. 
Fyra år senare bytte hon till storklubben Viborg HK, där hon spelade  fem säsonger och var  med och vann  det danske mästerskapet  2004 och 2006 och senare även 2010, cupfinalen 2003, EHF-cupen 2004 och EHF Champions League  2006 och 2010. I Champions League vann man finalen 2006 över slovenske RK Krim, med en samlad seger på två matcher med 44–43. Egentligen avslutade hon sin karriär  efter en del skador  2006. Men efter en lyckad operation spelade hon en period för Skive fH  2007–08, och födde sitt första barn, medan hon spelade på lägre nivå i Viborgs andralag. År 2009 var hon tillbaka i Viborgs förstalag, då laget hade skadeproblem på mittsexpositionen. Sommaren 2010 avslutade hon definitivt den aktive karriären. 2002–2003 säsongen blev hon vald till årets handbollsspelare i danska ligan och säsongen efter 2003–2004 blev hon uttagen i danska ligans All Star Team. 

### Landslagsspel
För det nederländska landslaget spelade  Assink i allt 203 matcher i perioden 1995-2005, och hon är den spelare som gjort flest mål i Nederländernas landslag med 954 mål. Hon spelade i två VM-turneringar 1999 och 2001.

### Tränaruppdrag efter karriären
Efter att Assink avslutat karriären blev hon ungdomstränare  i De Tukkers och 2013 övertog hon tränarsysslan för damlaget men slutade efter några år. Hon blev i november 2016 biträdande tränare till Helle Thomsen som förbundskapten för det nederländska damlandslaget och var det till hösten 2018 då hon slutade.